# Хованский, Василий Алексеевич
Князь Васи́лий Алексе́евич Хова́нский (1 апреля 1755 — 27 июля 1830) — русский государственный и военный деятель из рода Хованских, обер-прокурор Св. Синода (1797-99), сенатор.

## Биография
Внук князя Василий Петровича Хованского, по матери — потомок Никиты Зотова. Поступив в 1766 году на службу унтер-офицером по артиллерии, он в следующем году был переведен в лейб-гвардии Семеновский полк, где в 1770 году произведен в сержанты.
В 1775 году князь Хованский был назначен флигель-адъютантом к генерал-фельдмаршалу кн. Александру Михайловичу Голицыну, с чином армии капитана. Прослужив с 1781—1785 год в Рязанском и Ингерманландском карабинерных полках, он снова был переведен в Семёновский полк и в войну со шведами (1789) находился с батальоном сего полка на гребной флотилии в Финском заливе.
В 1790 году князь Хованский был уволен от военной службы «для определения к гражданским делам», с чином бригадира, и в 1793 году назначен поручиком правителя (вице-губернатором) Киевского наместничества. В свою бытность там он ввёл в Киевской губернии производство фаянса и фарфора, которые изготовлялись потом на казённой и Межигорской фабриках. Знавший его в это время Ф. Ф. Вигель, писал:
Киевляне увидели в речах князя Хованского пустословие, в делах по службе — совершенное его невежество, в поступках — непростительную ветреность и тщеславие. Он не являлся даже тогдашним европейцем; в тоне, в манерах его, можно сказать, видна была смесь французского не с нижегородским, а с московским.

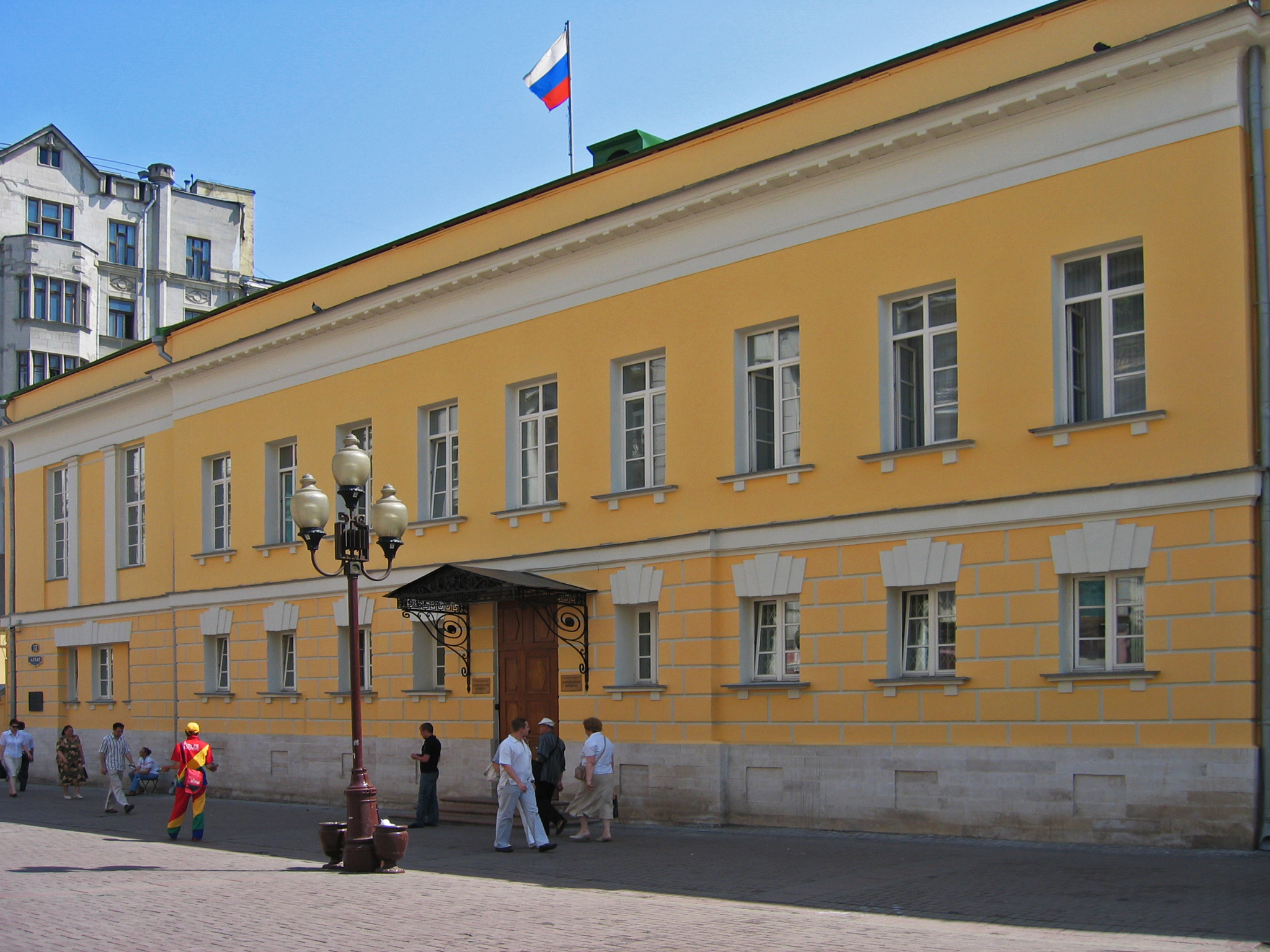
Дом В. А. Хованского на Арбате

За деятельность князь Хованский в 1795 году был награждён орденом св. Владимира 3 степени и в 1796 году назначен обер-прокурором в учрежденный временный департамент казенных дел Правительствующего Сената, а в 1797 году — обер-прокурором Святейшего Синода. В 1799 году отставлен от службы и выслан на жительство в Симбирск.
Переселившись потом с Высочайшего разрешения в Москве, он в 1819 году был избран и утверждён московским уездным предводителем дворянства, в 1821 году произведён в тайные советники и в 1823 году назначен к присутствованию в Сенате по 2-му отделению 6-го департамента, а в 1827 году перемещен в 8-й департамент. Двери московского дома князя Хованского были всегда
открыты. Его зять А. Я. Булгаков писал :
К нему съезжалось лучшее московское общество, все знаменитые путешественники, певицы, певцы, музыканты и артисты, объезжавшие Европу… На этих вечерах князя Хованского были разного рода увеселения и занятия для всякого: музыка, карты, бильярд, приятная беседа и отличный ужин. Князь был человек добрый, приятного обхождения и большой хлебосол. Несмотря на близкое наше родство, я не скрою, что он имел привычку все преувеличивать и любил похвастать, его эти две безвредные слабости имели свою хорошую сторону: ими оживлялся как-то больше общий разговор.
Умер, состоя на службе, 27 июля 1830 года. Похоронен в некрополе Донского монастыря

## Семья
Был дважды женат и имел детей:

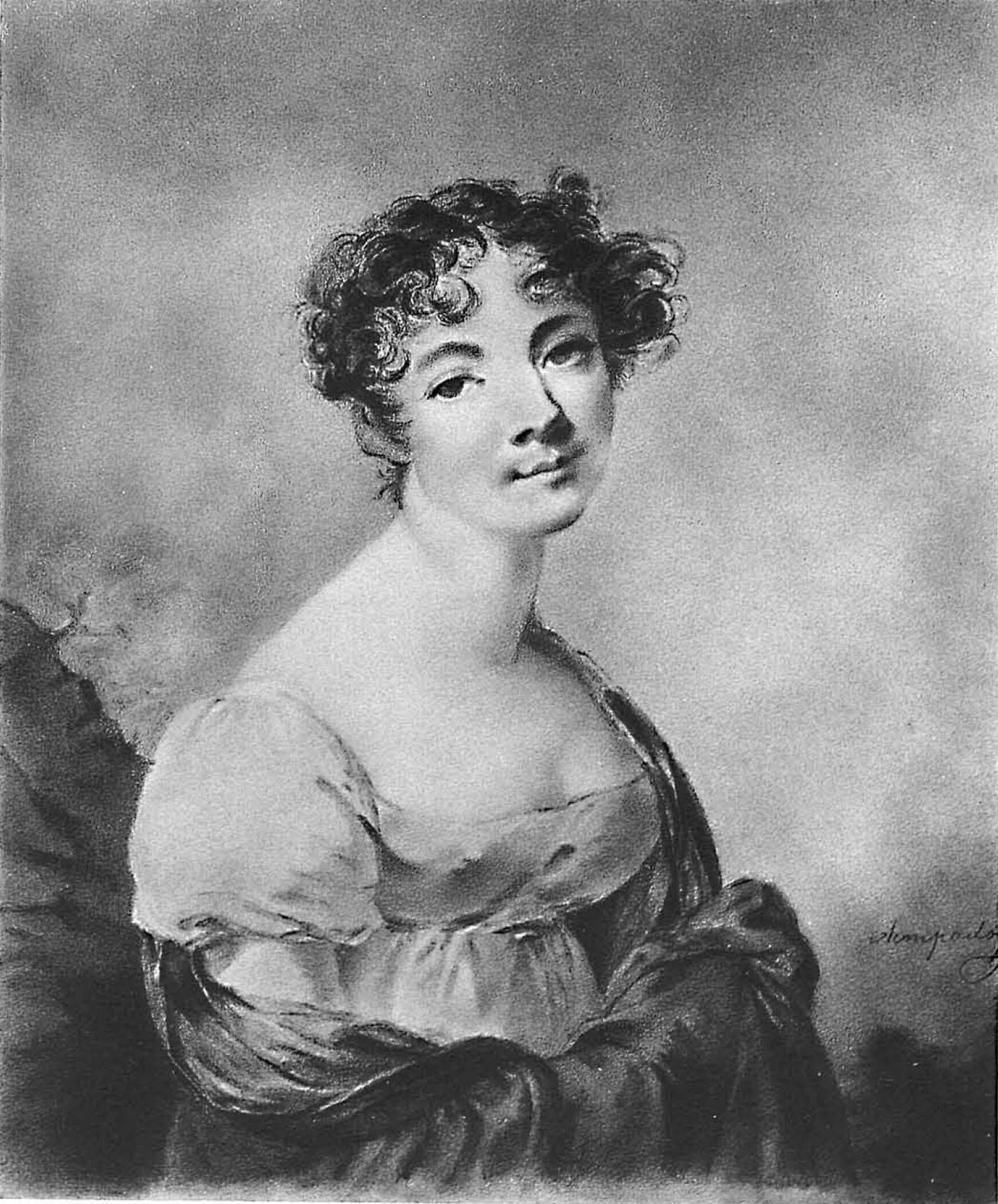
Наталья Булгакова, дочь

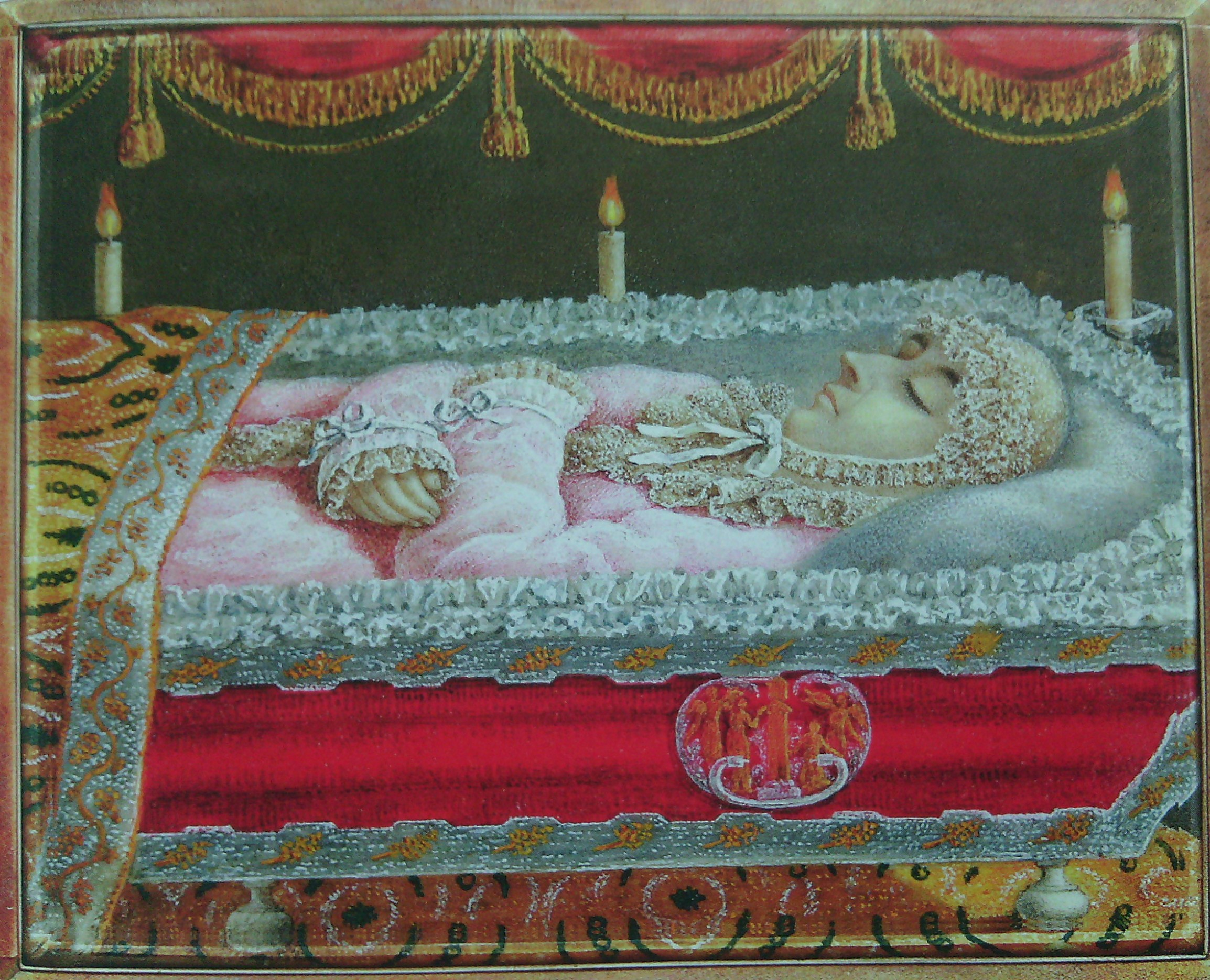
Софья Соковнина в гробу

1. жена Екатерина Петровна Нарышкина (03.07.1757—25.10.1795), дочь генерал-майора Петра Петровича Нарышкина (ум. 1782) и фрейлины Прасковьи Васильевны Репниной (ум. 1793), родной сестры фельдмаршала князя Н. В. Репнина. Принесла мужу хорошее состояние, которое он расстроил. Подробные сведения о княгине Екатерине Петровне Хованской оставил мемуарист Ф. Ф. Вигель, по его словам она была полной противоположностью супругу: «Скромная, тихая, молчаливая, просто одетая, с первого взгляда она много теряла в сравнении с мужем, но скоро обнаружились любезность её ума, и кротость нрава ... не будучи красавицей, имела правильные черты и самую приятную наружность. Князь Хованский любил крепостную свою девку... Рядом со спальнею своей жены дал он ей комнату, убранную с роскошью. Эта несчастная, всегда разряженная, как кукла, всем повелевала в доме. Княгиня же, исполняя долг христианки, покорилась воле мужа и несла без ропота тяжелый свой крест»[1]. Умерла от чахотки, оставив трёх дочерей.
  - Наталья Васильевна (1785—1841), была хорошей певицей, с 1809 года замужем за сенатором А. Я. Булгаковым.
  - Прасковья Васильевна (1786—1851), с 1813 года замужем за статским советником В. А. Обресковым (1786—1834); была «смирная, добрая, простая, вся какая-то сжатая в комок, не хороша собой…».
  - София Васильевна (03.05.1788[3]—1812), родилась в Петербурге, крещена 5 мая 1788 года в церкви Введения во храм Пресвятой Богородицы лейб-гвардии Семёновского полка при восприемстве А. Л. Щербачёва и княгини М. В. Барятинской; с 1809 года замужем за надворным советником Прокопием Федоровичем Соковниным (1786—1819); была «вылитая мать... тоненькое, эфирное создание, с прекрасным личиком и молящими взорами». Умерла от последствий тяжелых родов при рождении третий дочери Софии (1812—1869), в замужестве за графом В. А. Бобринским. Об этом писал брату  А. Булгаков: «Пожалей о бедной Соковниной, она почти без надежды, все тело с правой стороны поражено апоплексическим ударом. Уже семь дней, как она утратила дар речи и почти без сознания. Можешь вообразить себе горе всей семьи»[4].
2. жена Елена Васильевна Дмитриева-Мамонова, урождённая Толстая (177.—1855), вдова Ивана Федоровича Дмитриева-Мамонова (1754—1812), дочь Василия Ивановича Толстого и Александры Ивановны Майковой (1737—1812), мать художника А. И. Мамонова.